# Parque nacional Beit She'arim
El parque nacional Beit She'arim (en hebreo: בֵּית שְׁעָרִים), también conocido como Beth Shearim o Besara (en griego), literalmente La Casa de las puertas, es un sitio arqueológico de un pueblo judío y un gran número de antiguas tumbas judías excavadas en la roca. La necrópolis forma parte del Parque nacional, que limita con la ciudad de Kiryat Tivon en el noreste y se encuentra cerca de la moderna moshav de Beit She'arim. Se localiza a 20 km al este de Haifa, en las estribaciones meridionales de la Baja Galilea. El parque es administrado por la autoridad de parques y naturaleza de Israel.
Según Moshe Sharon, sobre la base de Kutcher, el nombre de la ciudad era más correctamente Beit She'arayim (la casa (o pueblo) de dos puertas).

## Biografía
- Benjamin Mazar: Beth She'arim. Report on the excavations during 1936–1940. Volume 1: The catacombs 1 – 4. The Israel Exploration Society u. a., Jerusalem 1957.
- Moshe Schwabe, Baruch Lifshitz: Beth Sheʿarim. Volume 2: The Greek Inscriptions. The Israel Exploration Society u. a., Jerusalem 1967.
- Nahman Avigad: Beth Sheʿarim. Report on the excavations during 1953–1958. Volume 3: Catacombs 12 – 23. Rutgers University Press, New Brunswick 1976.

- Datos: Q830805
- Multimedia: Bet Shearim / Q830805